# ژرژ بیلو
ژرژ بیلو (انگلیسی: Georges Bilot; ۱۲ مهٔ ۱۸۸۵ – ۹ فوریهٔ ۱۹۶۴) بازیکن فوتبال اهل فرانسه بود.
از باشگاه‌هایی که در آن بازی کرده‌است می‌توان به اشاره کرد.
وی همچنین در تیم ملی فوتبال فرانسه بازی کرده‌است.